# هری لین
هری لین (به انگلیسی: Harry Lane) سناتور سابق عضو حزب دموکرات ایالات متحده آمریکا بود. وی در سال ۱۹۱۳ تا ۱۹۱۷ میلادی سناتور ایالت اورگن در سنای ایالات متحده آمریکا بود.